# هانس إنغلمان
هانس إنغلمان (بالإنجليزية: Hans Engelmann)‏ هو ملحن أمريكي، ولد في 16 يونيو 1872، وتوفي في 5 مايو 1914.

## وصلات خارجية
- هانس إنغلمان على موقع ميوزك برينز (الإنجليزية)
- هانس إنغلمان على موقع ديسكوغز (الإنجليزية)